# 13044 Wannes
13044 Wannes è un asteroide della fascia principale. Scoperto nel 1990, presenta un'orbita caratterizzata da un semiasse maggiore pari a 2,5381003 UA e da un'eccentricità di 0,1446716, inclinata di 12,16801° rispetto all'eclittica.